# Nie taki zwykły romans
Nie taki zwykły romans (ang. Not Just Another Affair) – amerykański film telewizyjny z 1982 roku w reżyserii Stevena Hilliarda Sterna.

## Obsada
- Victoria Principal − doktor Diana Dawson
- Gil Gerard − Bob Gifford
- Robert Webber − profesor Wally Dawson
- Barbara Barrie − Martha Dawson
- Richard Kline − Andrew Saul
- Markie Post − Jan Thacker
- Albert Hague − profesor Zakall
- Judy Strangis − Dee Courso
- Ed Begley Jr. − Warren Krantz
- Steve Franken	− doktor Morton Schiller
- Jill Jacobson − Sophia Theodore
- Carmen Zapata − sędzia Mercado
- William Dozier − Julius Thompkins
- Joseph Chapman − Norm
- Luis Avalos − doktor Compos
- Sharon Stone − Lynette
- Byron Webster − Morgan